# Стрєльцов Едуард Анатолійович
Едуард Анатолійович Стрєльцо́в (рос. Эдуард Анатольевич Стрельцов; * 21 липня 1937, селище Перово, Московська область, СРСР — †22 липня 1990, Москва) — радянський футболіст. Заслужений майстер спорту СРСР. Один з найталановитіших гравців у історії московського «Торпедо» та збірної СРСР. Найкращий футболіст Радянського Союзу 1967 та 1968 років.

## Життєпис

### Початок

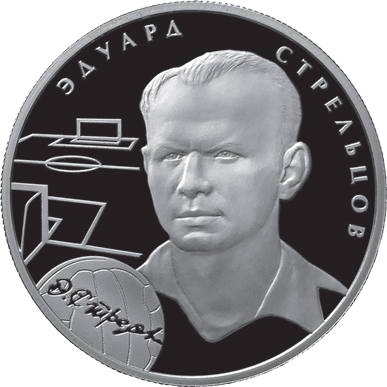

Його батько, який після кінця війни залишив сім'ю, працював слюсарем. Дитинство хлопця пов'язане із заводом «Фрезер», де він ще в 1950 (з 13-річного віку) почав грати за дорослу команду. Коли наприкінці 1953-го юнаки «Фрезера» грали з юнаками московського «Торпедо», Стрєльцова та ще пару гравців запросили на оглядини до вищолігової команди.
У сезоні 1954 відбувся дебют у найвищій лізі — 16-річний Едуард Стрєльцов вийшов на заміну у грі проти харківського «Авангарду». 14 квітня 1954 юнак вперше потрапив до стартового складу — у матчі з «Динамо» (Тбілісі). Москвичі програли 1:2, а єдиний гол за команду забив Стрєльцов. У нападі він швидко зігрався з молодим, але дещо досвідченішим Валентином Івановом.
26 червня 1955 17-річний талант дебютував у збірній СРСР та відразу у першій грі забив три голи під час розгрому збірної Швеції (6:0). Того сезону Едуард зіграв у всіх двадцяти двох матчах першості Союзу і забив 15 голів, ставши наймолодшим у історії найкращим бомбардиром чемпіонату (того року йому виповнилось лише 18). Рекорд юного гравця «Торпедо» так ніколи і не було побито за усі роки існування чемпіонату СРСР.
У сезоні 1956 він забив 12 голів у двадцяти двох матчах чемпіонату і у складі збірної переміг на Олімпіаді 1956 у Мельбурні. Тоді медалі вручали тільки учасникам фіналу, а Стрєльцов провів чотири гри (2 голи) — усі, крім фіналу, де замість нього грав досвідчений «спартаківець» Микита Симонян. Згодом Симонян поривався віддати свою медаль Стрєльцову, але 19-річний хлопець навіть слухати не хотів про таке.

### Початок кінця
Радянський Союз готувався до першої участі у відбіркових іграх до чемпіонату світу. У групі СРСР мав боротися з Польщею та Фінляндією. Поляки та радянські футболісти по два рази обіграли фінів, а оскільки поділили очки і між собою то грали додатковий матч на нейтральному полі — у Ляйпциґу. Едуард гостював у товариша з команди — Валентина Іванова і ледь не проґавив потяг до НДР. Ту листопадову гру він провів на високому рівні, забивши один гол і допомігши здобути перемогу, яка вивела радянську збірну на чемпіонат світу 1958, що відбувався наступного року.
Набагато серйозніше порушення дисципліни відбулося в кінці січня 1958 — Стрєльцова посадили на три доби за конфлікт з міліціонером.
Навесні 1958 Едик забив п'ять голів за 8 ігор і разом зі збірною перебував на травневому зборі у Тарасівці Московської області. Тоді він вже був популярним футболістом і заслуженим майстром спорту. 26 травня 1958 року на тренувальну базу приїхала міліцейська машина. Вона забрала трьох футболістів: «спартаківців» Михайла Огонькова, Бориса Татушина і «торпедівця» Едуарда Стрєльцова. Їх звинуватили у зґвалтуванні, що відбулося після пиятики ввечері напередодні. Через певний час Татушина і Огонькова відпустили, а Едуарда Анатолійовича Стрєльцова засудили на 12 років позбавлення волі. Спорткомітет СРСР дискваліфікував гравця довічно.
Невідомо чому за таку зірку не заступилися найвищі чини держави, для слави якої він дивував європейські стадіони у попередні роки. У опитуванні «Франс Футболу» на «Золотий м'яч» 1956 Едик набрав два очки і поділив 13–20 місця. Через рік, у 1957-му, він був уже сьомим — Європа його знала. Фахівці сходились на думці, що чемпіонат світу 1958 мав засвітити талант Стрєльцова на міжнародному рівні, а гру 20-річного «торпедівця» можна би було порівняти до гри 17-річного Пеле, який став зіркою саме після цього турніру. Серед європейських гравців футболістів калібру Стрєльцова майже не було. У чвертьфіналі чемпіонату світу СРСР програв господарям і майбутнім віце-чемпіонам шведам — 0:2. У нападі бракувало Едуарда Стрєльцова.

### Кінець
Його звільнили достроково — у 1963 році. Стрєльцов жив у Москві, працював на заводі ЗІЛ. Колишній нападник дуже хотів повернутися до футболу, але все залежало від керівництва клубу «Торпедо».
Як не дивно Стрєльцов був у непоганій кондиції. Першим сезоном після ув'язнення став 1965. «Стрєлєц» вже не був таким швидким, як раніше, але досвід дозволяв Едуардові бути лідером атак команди і передавати досвід молодим. Він допоміг команді стати чемпіоном СРСР 1965 року, забивши 12 голів. У кінці сезону нападник потрапив до списку 33 найкращих під № 1 на своїй позиції. Наступного, 1966 року «Торпедо» посіло 6 місце, а Стрєльцов забив 12 м'ячів у чемпіонаті. Хоча нападник був серед провідних футболістів Радянського Союзу, його не взяли на чемпіонат світу 1966, оскільки влада все ще вважала його «невиїзним» і не випускала закордон.
У 1967 році його знову викликають до збірної Союзу, де у підсумку він проведе 38 ігор і заб'є 25 голів (у середньому: 0,66 гола за гру). Того ж року гравця команди, яка зайняла тільки 12 місце у першості країни, визнали найкращим футболістом СРСР. Наступного року він удостоївся цього звання вдруге, забивши 21 гол за 32 матчі чемпіонату (понад третину — уся команда забила 60). У середині 1969-го отримав травму, яка й змусила припинити гру після сезону 1970.
Один з найталановитіших гравців у історії футболу жодного разу не зіграв на чемпіонаті світу: неприємний інцидент виключив таку можливість у 1958 та 1962 роках. У 1966 гравця викликали до збірної вже після турніру, а у 1970-му 33-річний Стрєльцов вже просто «догравав». Багатолітній партнер Валентин Іванов вже був тренером команди, закінчив кар'єру Валерій Воронін.
Едуард Анатолійович працював з дитячими командами, грав у матчах ветеранів, але паління і алкоголь залишалися атрибутами його життя. Помер 22 липня 1990 р. в Москві від раку легенів.

## Пам'ять
Біля стадіону «Торпедо» у Москві Стрєльцову було поставлено пам'ятник, а самій арені присвоєно його ім'я.
Пам'яті Стрєльцова присвячений російський художній фільм «Стрєльцов», прем'єра якого відбулася у 2020 році.

## Титули та досягнення
- Чемпіон СРСР: 1965
- Володар Кубка СРСР: 1968
- Олімпійський чемпіон: 1956
- Найкращий бомбардир чемпіонату СРСР: 1955
- Найкращий футболіст СРСР: 1967 і 1968
- У списку 33 найкращих — 5 разів (4 рази — № 1)
- Член клубу Григорія Федотова: 10 місце (142 голи)[1]